# Divisió
|  | Per a altres significats, vegeu «Divisió (desambiguació)». |

La divisió és una operació aritmètica que serveix per expressar matemàticament l'acció de repartir una entitat entre un cert nombre d'elements. En general, la divisió es pot considerar la inversa de la multiplicació.
Per expressar una divisió s'utilitzen els dos punts (:), una barra inclinada (⁄) o el símbol de divisió (÷). També es pot expressar una divisió en forma de nombre racional, és a dir, com a fracció.
Una divisió acostuma a agafar la forma:
{\displaystyle {\frac {a}{b}}=c}
on a és el dividend, b és el divisor i c és el quocient.
La divisió entre zero no està definida, i en anàlisi quan el divisor es fa petit diem que el resultat tendeix cap al infinit i depenent de problema pot ser positiu o negatiu. La divisió entre nombres sencers va donar origen a la idea dels nombres racionals.

## Divisió exacta
S'anomena divisió exacta quan a la divisió:
{\displaystyle {\frac {a}{b}}=c}
tots tres nombres, dividend, divisor i quocient són enters. Això només pot passar si a és múltiple de b, i val exactament c cops b. Quan això no passa, hom diu que a és indivisible per b, llavors caldrà recórrer a la divisió amb residu o usar nombres racionals, o reals.
Quan un nombre és indivisible per tots els nombres naturals menys per ell mateix i 1, es diu que és un nombre primer (l'1 no es considera primer).

## Divisió entera
Quan la divisió no és exacta i volem seguir utilitzant nombres enters (divisió entera) apareix un nombre anomenat residu més petit que el divisor, que compleix:
{\displaystyle residu=dividend-quocient\cdot divisor}

## Divisió real
S'anomena divisió real a la divisió entesa com a inversa de la multiplicació de nombres reals. En aquesta divisió tots el nombres poden ser reals (exceptuant que el quocient no pot ser zero). En aquest tipus de divisió no existeix el residu.

## Propietats de la divisió
- Uniforme: Si els dos membres d'una igualtat es divideixen entre el mateix nombre, queda una altra igualtat com a resultat.

{\displaystyle a=b\implies {\frac {a}{c}}={\frac {b}{c}}}
però
{\displaystyle {a \over b}={c \over d}\nRightarrow a=c\lor b=d}
- Monotonia: Si els dos membres d'una desigualtat matemàtica es divideixen entre un mateix nombre positiu, queda una altra desigualtat del mateix sentit. Si es divideixen entre un mateix nombre negatiu, queda una desigualtat de sentit contrari.

{\displaystyle {\mbox{Si }}c>0{\mbox{ i }}a>b\implies {a \over c}>{b \over c}}
{\displaystyle {\mbox{Si }}c<0{\mbox{ i }}a>b\implies {a \over c}<{b \over c}}
- Distributiva: Junt amb la suma, es compleix la següent igualtat:

{\displaystyle {\left(b+c\right) \over a}={b \over a}+{c \over a}}
En general:
{\displaystyle {\left(b+c+d+e+...\right) \over a}={b \over a}+{c \over a}+{d \over a}+{e \over a}+...}
- No commutativa: L'ordre de la divisió és important en el resultat:

{\displaystyle {a \over b}} és diferent de {\displaystyle {b \over a}}
- Element neutre: L'element neutre de la divisió és l'1, de manera que:

{\displaystyle {a \over 1}=a}
- Divisió per zero: La divisió per zero és una operació impossible:

{\displaystyle \nexists a,b\in \mathbb {R} \setminus \{0\}{\text{ tal que }}a\cdot 0=b}, i per tant, {\displaystyle \forall a\in \mathbb {R} ,{a \over 0}\notin \mathbb {R} }.
Com que tot nombre multiplicat per 0 dona 0, donada b diferent de 0 no existeix cap a que compleixi la divisió b/0. En el cas que a fos 0, es tractaria d'una indeterminació.

## Com fer una divisió manualment
A continuació s'exposa l'algorisme habitual per realitzar divisions manualment i per escrit. Cal destacar que existeixen altres procediments per realitzar-ne, bé sigui mentalment, per escrit, mitjançant dibuixos, àbacs, etc.
S'escriu el dividend i a continuació una barra vertical i el divisor. Exemple:
```
 24856 | 79

```

Ara es dibuixa una línia horitzontal sota el divisor:
```
 24856 | 79
 ----

```

A continuació, s'agafa tants dígits per l'esquerra com xifres tingui el divisor; si el nombre resultant és menor que el divisor, se n'agafa un més. En l'exemple, com que el divisor té dues xifres agafem els dos primers dígits per l'esquerra (24), però com que 24<79 n'agafem tres (248). Es divideix el nombre resultant entre el divisor i s'escriu la part entera d'aquesta divisió sota la barra horitzontal:
```
 24856 | 79
 ----
 3

```

Ara, multipliquem el resultat obtingut pel divisor, escrivim el producte a sota de les xifres que hem agafat al començament i restem:
```
 24856 | 79
 ----
 -237 3
 ---
 11

```

En cap cas aquesta resta pot donar un resultat igual o superior al divisor; si fos així, caldrà augmentar la primera xifra obtinguda (3 en l'exemple) en una unitat fins que la resta sigui inferior al divisor.
Seguidament es "baixa" una altra xifra del dividend i s'afegeix al resultat de la resta anterior. (Si un cop "baixada" la xifra el resultat fos inferior al divisor, escriurem un zero a sota de la barra i "baixarem" una altra xifra.)
```
 24856 | 79
 ----
 -237 3
 ---
 115

```

Es repeteix el procés dividint aquest nou nombre entre el divisor i col·locant-ne el resultat a sota de la barra horitzontal:
```
 24856 | 79
 ----
 -237 31
 ---
 115

```

Es torna a repetir el procediment anterior:
```
 24856 | 79
 ----
 -237 31
 ---
 115
 -79
 ---
 36

```

Es "baixa" una nova xifra i es repeteix tot el procés fins que no quedin xifres per a "baixar":
```

 24856 | 79
 ----
 -237 314
 ---
 115
 -79
 ---
 366
 -316
 --- 
 50

```

Per a saber si ho hem fet tot bé, cal comprovar que el quocient obtingut (314 en l'exemple) multiplicat pel divisor (79), més el darrer residu (50) ens dona el dividend:
```
314 × 79 + 50 = 24856

```

## Criteris de divisibilitat
Les regles per determinar si un nombre és divisible per un altre sense haver de realitzar la divisió són anomenades criteris de divisibilitat.
- Un nombre és divisible per 2 si és parell (la seva última xifra és 2, 4, 6, 8 o 0).
- Un nombre és divisible per 3 si la suma de les seves xifres és múltiple de 3.
- Un nombre és divisible per 4 si el nombre format per les últimes dues xifres és múltiple de 4 o acaba en doble 0.
- Un nombre és divisible per 5 si acaba en 0 o en 5.
- Un nombre és divisible per 6 si és divisible per 2 i 3.
- Un nombre és divisible per 7 quan la diferència entre el nombre sense la xifra de les unitats i el doble de la xifra de les unitats és zero o múltiple de 7.
- Un nombre és divisible per 8 si el nombre format per les últimes tres xifres és múltiple de 8.
- Un nombre és divisible per 9 si la suma de les seves xifres és múltiple de 9.
- Un nombre és divisible per 10 si acaba en 0.
- Un nombre és divisible per 11 quan la diferència entre la suma dels valors absoluts de les xifres dels llocs parells i la suma dels valors absoluts dels llocs imparells, en el sentit possible, és múltiple d'11.
- Un nombre és divisible per 12 si és divisible per 3 i 4.
- Un nombre és divisible per 13 quan la diferència entre el nombre sense la xifra de les unitats i nou vegades la xifra de les unitats és zero o múltiple de 13.

Aquests criteris serveixen en particular per descompondre els enters en factors primers, el que s'usa en càlculs com el mínim comú múltiple o el màxim comú divisor.